# Accessibilité piétonne

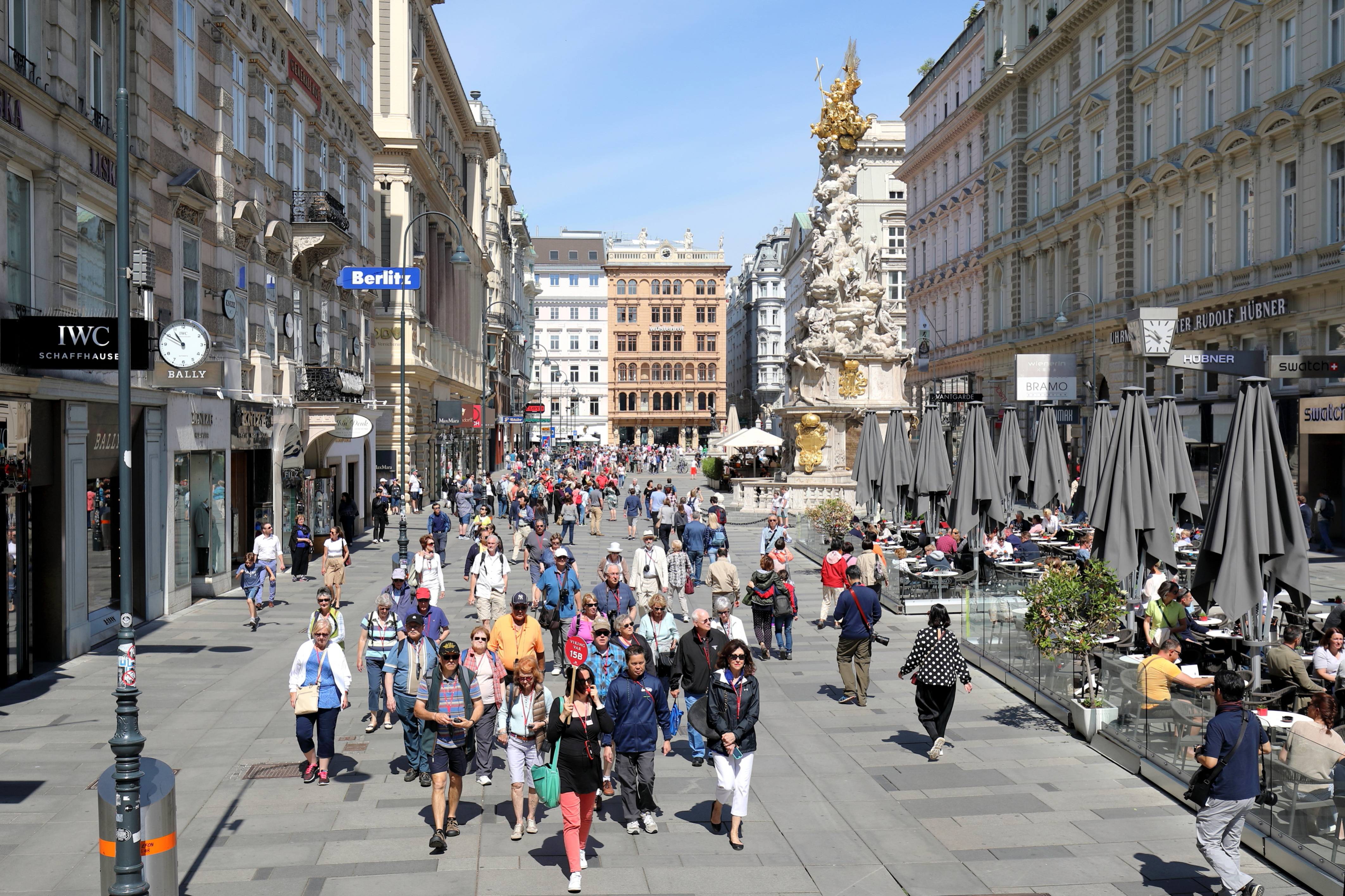
Avenue piétonne Graben, dans la ville de Vienne, ouverte en 1971.

L'accessibilité piétonne ou marchabilité désigne le degré d'accès et de confort que possède un espace public ou privé, pour les déplacements piétons.
La marchabilité est basée sur l'idée que les espaces urbains devraient être plus que des corridors conçus pour faire passer un maximum de véhicules. Ceux-ci devraient être conçus comme des espaces vivables pour tout un éventail d'utilisations, d'utilisateurs et de modes de transport.
Le terme anglais « walkability » a été inventé dans les années 1960 par Jane Jacobs' avec une révolution[pas clair] en urbanisme. Depuis les années 2000, le concept de marchabilité a gagné en exposition pour ses avantages sur la santé, l'économie et l'environnement.
Des facteurs impactant la marchabilité sont la présence ou l'absence de trottoir ou de chemin piéton, la circulation de véhicules ou l'éclairage urbain.